# Elaine Bullard
Elaine Rebecca Bullard MBE (1915 - 2011) fue una botánica, ecóloga, y recolectora británica que dirigió un registro sistemático de la flora de las Orcadas y Caithness en el Reino Unido durante más de 50 años y creando conciencia de conservación del hábitat natural de las islas. En 1959 fue miembro fundadora del Club de Campo Orcadas y su presidenta desde 1993 hasta su muerte.

## Carrera científica
Exploró los diversos hábitats de las 39 islas Orcadas, registrando su flora, fanerógamas, y criptógamas como helechos. Reconoció que alrededor de 500 plantas nativas y otras 200 han sido introducidas. Registró no sólo especies, sino híbridos y durante más de medio siglo construyó un incomparable conocimiento y registro de la vida vegetal orcadiana. A veces viajaba en un triciclo Robin Reliant que había modificado para que pudiera actuar como una tienda de campaña. También hizo registros de campo en la región continental adyacente de Caithness para comparar isla y continente. Sus registros, al revisitar el mismo sitio durante muchos años, han proporcionado datos para evaluar el impacto de los cambios en el manejo de la tierra y del clima. También hizo campaña para un repositorio de los registros biológicos de Orcadas y tuvo éxito cuando se fundó el Centro de Registros de la biodiversidad de Orcadas. Su trabajo inspiró a académicos visitantes, alumnado y profesores durante décadas.
Fue Oficial Registrador de Orcadas para la Sociedad Botánica de las islas británicas durante 46 años (1963 - 2009), dimitiendo de esa función con 93 años.
Sus publicaciones científicas de artículos, tratados y capítulos de libros, incluida la prímula escocesa (Primula scotica), endémica de Orcadas y la costa del norte de Escocia. Su lista de fanerógamas y helechos de Orcadas, publicada en 1972 y posteriormente actualizada, es referencia esencial para la flora de la isla.

## Vida personal
A partir de los 10 años Elaine se interesó en identificar plantas. Fue una botánica completamenteautodidacta. Se trasladó a las Orcadas en 1946 como registradora de leche, empleada por la Junta de Comercialización de Leche. En 1960 renunció a ese empleo para concentrarse en el registro de las plantas de Orcadas.

## Honores
- 2007: doctorado honorario por sus contribuciones a la botánica, Heriot-Watt University[8]

## Algunas publicaciones
- Elaine R Bullard, Wildflowers of Orkney: a new checklist (1995) 44 p. ISBN 0951607111, ISBN 9780951607114

- Alan H. Bremner, Elaine R. Bullard, Trees and Shrubs in Orkney (1990) 36 p. Southgate Publishers ISBN 0951607200, ISBN 9780951607206

- N. Dennis, Elaine R. Bullard, Jethro Tinker (1788-1871): Field Naturalist, Nora Fisher McMillan.

- Elaine R Bullard, H D H Shearer, J D Day, R M M Crawford. "Survival and flowering of Primula scotica Hook." J. of Ecology 85 (1987): 589 – 602.

- Elaine R Bullard. Orkney; A Checklist of Vascular Plants; Flowering Plants & Ferns (1972, 1979) W.R. Rendall ASIN: B00M1WU8YI